# Iskušenie
Iskušenie (Искушение) è un film del 2007 diretto da Sergej Aškenazi.

## Trama
Andrej perde il fratellastro e viene al suo funerale, trovandosi tra estranei per lui. Per comprendere le strane circostanze della morte di suo fratello, Andrej rivive gli eventi del passato.